# 1993
Cette page concerne l'année 1993 (MCMXCIII en chiffres romains) du calendrier grégorien.
L'année 1993 est une année commune qui commence un vendredi.

## Chronologie territoriale

### Monde
- 3 janvier : signature par George H. W. Bush et Boris Eltsine des accords START 2.
- 13 janvier : à Paris (France), est signée une convention interdisant la fabrication et le stockage des armes chimiques et prévoyant la destruction de celles-ci d'ici 1997. Début 2002, 147 pays l'auront ratifiée, non compris Israël et plusieurs États arabes[1].
- 22 mars : première journée mondiale de l'eau.
- 1er juillet : Suspension des essais nucléaires britanniques, soviétiques et américains.
- 15 octobre : le prix Nobel de la paix est attribué aux Sud-Africains Frederik de Klerk et Nelson Mandela.

### Afrique

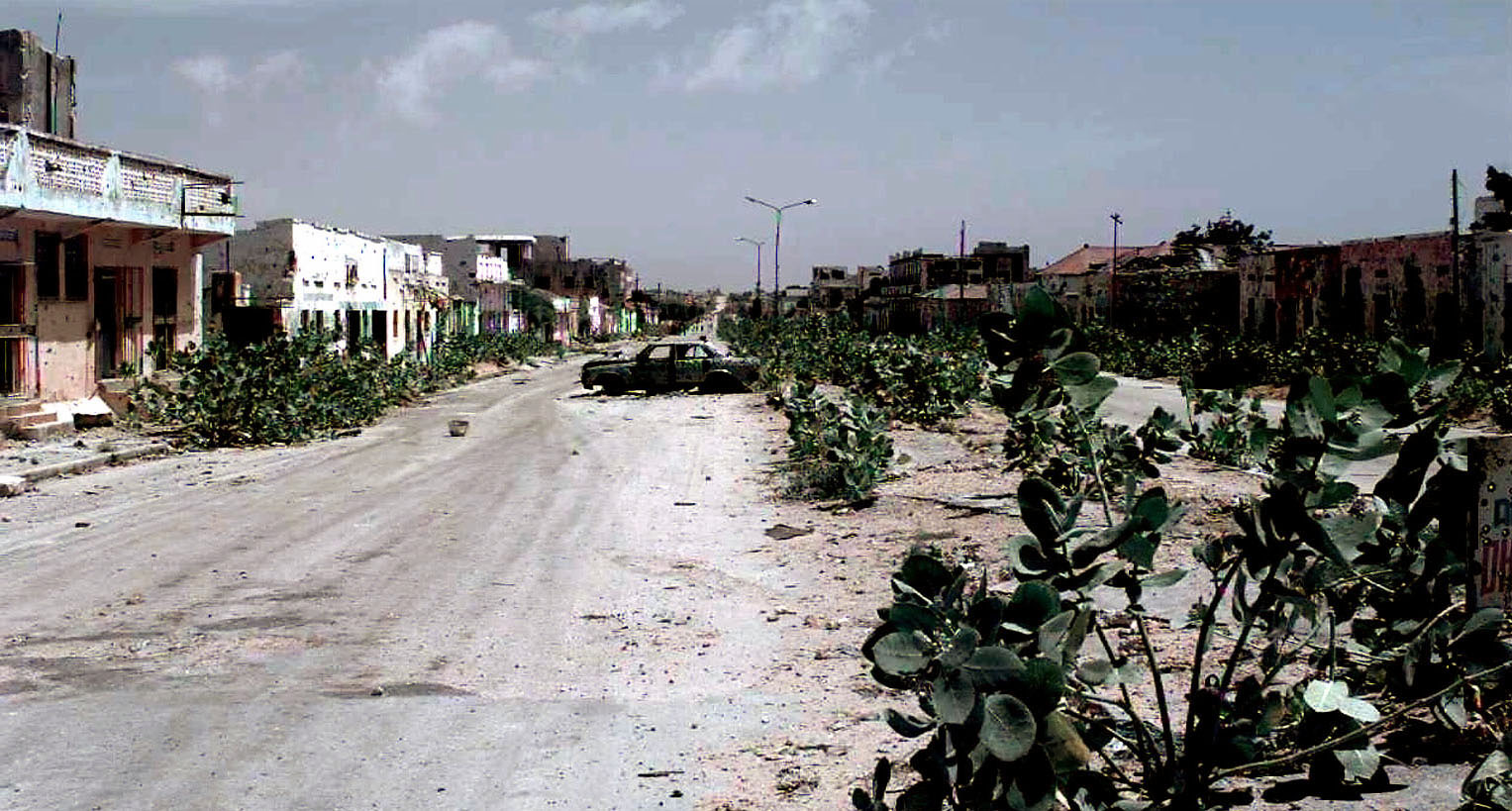
Fin de l'opération Restore Hope en mai. Rue déserte à Mogadiscio le 19 janvier, pendant la guerre civile somalienne

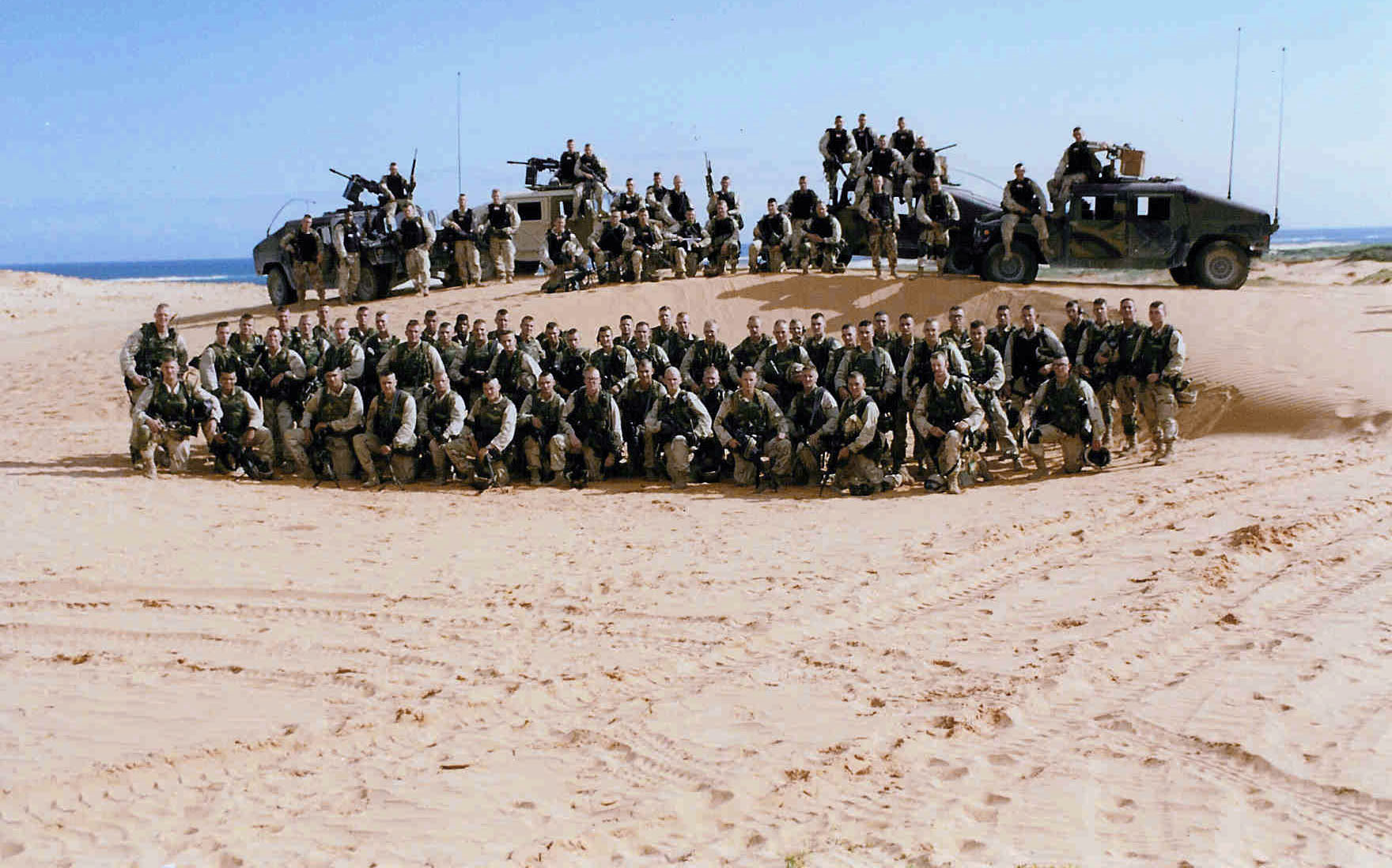
- Juin-octobre : Intervention américaine en Somalie, alors en pleine guerre civile et où la population souffre de famine. Mort de 19 soldats américains et d’environ 2000 Somaliens.

- 24 - 29 janvier : pillages au Zaïre[2].
- 15 janvier - 7 avril : conférence nationale au Tchad : instauration d’un régime de transition vers le multipartisme[3].
- 26 mars : résolution 813 du Conseil de sécurité des Nations unies, qui autorise le déploiement de l'UNOSOM II[4].
- 27 mars :
  - Mahamane Ousmane, élu président du Niger.
  - Albert Zafy, élu président de la République de Madagascar.
- 27 avril : proclamation de l'indépendance de l'Érythrée à la suite du référendum du 23/25 avril.
- 7 mai : Hassan Gouled Aptidon est confirmé comme président de Djibouti par des élections libres[5].
- 15 mai : Assassinat du vice-président du conseil constitutionnel sénégalais Babacar Sèye
- 4 juin : combat entre les partisans de Mohamed Farrah Aidid et l'UNOSOM II à Mogadiscio. 23 morts dans le contingent pakistanais.
- 12 juin : attaque d'hélicoptères américains contre les forces de Mohamed Farrah Aididen Somalie.
- 14 juin : instauration du multipartisme au Malawi.
- 29 - 30 juin : création au Caire du « Mécanisme de l’OUA pour la prévention, la gestion et le règlement des conflits »[6].
- 7 juillet : violences autour de la démocratisation à Brazzaville[7].
- 8 juillet (Conflit en Casamance) : cessez-le-feu signé à Ziguinchor[8]. L’abbé Augustin Diamacoune Senghor, rapatrié le 9 mars de son exil de Guinée-Bissau, demande aux indépendantistes casamançais de déposer les armes.
- 10 juillet : Melchior Ndadaye, président du Burundi.
- 19 septembre : Ange-Félix Patassé remporte le deuxième tour de l'élection présidentielle en Centrafrique, avec plus de 52 % des voix.
- 22 septembre : résolution 866 du Conseil de sécurité des Nations unies[9]. Envoi de 300 Casques bleus au Liberia.
- 3 - 4 octobre : bataille de Mogadiscio. Échec de l'intervention américaine en Somalie.
- 21 octobre : assassinat du président burundais Melchior Ndadaye suivi d’un véritable génocide de plus de 100 000 tutsis dans moins d’un mois. C’est le début de la guerre civile.
- 5 novembre : création du Marché commun de l'Afrique orientale et australe (COMESA) par quatorze pays.
- 17 novembre : coup d’État du général Sani Abacha au Nigeria.
- 7 décembre : mort du président ivoirien Félix Houphouët-Boigny. Henri Konan Bédié, président de la Côte d'Ivoire.
- 15 décembre : gouvernement de Kablan Duncan en Côte d'Ivoire.
- 19 décembre : Lansana Conté est confirmé comme président de la Guinée par les premières élections démocratiques[10].
- Agitation politique, troubles sociaux et conflits violents au Cameroun, en Côte d'Ivoire et au Bénin.

#### Algérie
- 8 janvier : 79 militaires jugés par le tribunal militaire d'Alger pour sympathie islamiste. 20 condamnations à mort.
- 7 février : reconduction de l'État d'urgence.
- 13 février : la France accorde 5 milliards de francs à l’Algérie.
- 17 mai : décret interdisant les tenues islamiques dans les administrations et entreprises publiques.
- 26 mai : attentat visant le journaliste Tahar Djaout. De nombreux intellectuels et personnalités qui ont soutenu le coup d'État de 1992 seront assassinés par les groupes armés.
- Juillet : signatures de plusieurs contrats avec des entreprises pétrolières étrangères.
- 3 septembre : création par le pouvoir militaire d'une Commission nationale de dialogue.
- 21 septembre : premier attentat visant des étrangers. Deux géomètres français sont tués à Sidi Bel Abbés.
- 26 septembre : crédit de 4 milliards de dollars du FMI.
- 23 octobre : enlèvement de 3 agents consulaires français à Alger. Ils seront libérés 3 jours plus tard, accompagnés d'une note du Groupe Islamique Armé enjoignant aux étrangers de quitter le pays avant le 1er décembre.
- Décembre : visite d'une délégation parlementaire française et du FMI en Algérie. Évacuation du personnel diplomatique et des journalistes étrangers. Fermeture des ambassades. Des observateurs indépendants parlent de 15 000 personnes tuées en un an.

### Amérique
- 20 janvier : début de la présidence démocrate de Bill Clinton aux États-Unis[11].
- 19 mai, Brésil : le président Itamar Franco nomme un nouveau ministre de l’économie, Fernando Henrique Cardoso qui choisit de relancer la croissance au profit des agriculteurs et des couches les plus pauvres, en accélérant les privatisations et en luttant contre l’évasion fiscale. Mais les entrepreneurs restent peu optimistes, ce qui limite la crédibilité dont dispose le gouvernement pour stopper définitivement l’inflation.
- 31 mai : le président du Guatemala Ramiro de León Carpio est destitué sous la pression de l’armée militaire.
- 6 juin : Ramiro de León Carpio, président du Guatemala.
- 25 juin : Kim Campbell devient la 19e Première ministre du Canada et la première femme à détenir ce titre.
- 29 octobre : protocole de Guatemala[12] entre les membres du Marché Commun centre-américain, prônant le libre mouvement des travailleurs et des capitaux et l’union monétaire à la suite d’un processus « progressif et souple ». Faute de soutien populaire, des mesures concrètes tardent à être mises en œuvre.
- 4 novembre : élection fédérale canadienne, Jean Chrétien devient Premier ministre du Canada. Le Parti libéral du Canada gagne les élections, défaisant le Parti progressiste-conservateur du Canada qui est réduit à 2 sièges.
- Reprise des flux de capitaux privés vers l’Amérique latine.
- Le gouvernement mexicain a privatisé 80 % de ses industries et a fait baisser l’inflation de 150 % à 10 %. Aucune mesure efficace ne peut réduire la dette extérieure du pays.

### Asie
- Janvier : visite du président russe Boris Eltsine à New Delhi où il signe un traité bilatéral d’amitié avec l’Inde.
- 4 janvier : émeutes inter-communautaires entre Hindous et musulmans en Inde : 300 personnes sont tuées à Bombay.
- Mars :
  - Une série d’attentats attribués à la mafia musulmane fait 300 morts à Bombay.
  - Abolition de l’immunité judiciaire pour les souverains héréditaires en Malaisie[13].
  - Indonésie : le président Soeharto est réélu pour le 6e mandat consécutif.
    - Soeharto relâche son emprise sur la presse et les partis d’opposition au début des années 1990. De nombreux habitants manifestent pour obtenir une plus grande démocratie et un changement de dirigeant. Des heurts se produisent alors entre les forces armées et les contestataires. Suharto est le seul candidat à se présenter à l’élection présidentielle de 1993. Bien qu’il ait à son crédit l’importante croissance économique de l’Indonésie et le maintien de l’union de ce pays aux multiples ethnies, Suharto est accusé d’autoritarisme, de non-respect des droits de l’homme et de népotisme.
- 1er mai : Ranasinghe Premadasa, le président du Sri Lanka, est assassiné dans un attentat-suicide.
- 23 mai (Cambodge) : victoire de l’opposition royaliste (proche de Norodom Sihanouk) aux élections générales.
- Mai : les autorités chinoises durcissent leur politique tibétaine par un ensemble de mesures qui incluent la suppression de la liberté d’opinion, une stricte surveillance de la population, le contrôle des activités religieuses, et l’installation de colons chinois d’origine Han. En août, des pourparlers ont lieu entre les autorités chinoises et les représentants du dalaï-lama, mais le statu quo demeure.
- 6 juin : première élection présidentielle directe en Mongolie. Défaite du Parti populaire révolutionnaire mongol qui avait proposé comme candidat un idéologue pur et dur contre le sortant Punsalmaagiyn Ochirbat, appuyé de ce fait par l’opposition démocratique. Les tensions politiques empêchent le gouvernement de prendre des mesures contre la crise économique. Des doutes sérieux sur la conversion des communistes se font jour lorsque le parti, réhabilite Yumjagiyn Tsedenbal, le « Brejnev mongol », à titre posthume et développe une nouvelle idéologie nationale fondée sur le maintien d’un important secteur étatique et sur la multiplication des entraves à l’essor des entreprises privées.
- 17 juin (Afghanistan) :  Gulbuddin Hekmatyar, leader du Hezb-e-Islami Gulbuddin (Pachtounes et islamistes), devient Premier ministre. En septembre, les dirigeants des factions de la guérilla approuvent une constitution provisoire préalablement aux élections de 1994.
- 2 juillet : au Cambodge, Norodom Ranariddh est nommé Premier ministre.
- 12 juillet : un tsunami provoqué par un séisme de 7,8 degrés sur l'échelle de Richter tue environ 200 personnes sur l'île d'Okushiri, au large des côtes occidentales d'Hokkaidō, au Japon.
- 15 juillet : première rencontre entre le ministre népalais de l'Intérieur Sher Bahadur Deuba et son homologue bhoutanais Dago Tshring sur la question des réfugiés, qui préoccupe les deux gouvernements.
- 18 juillet : la crise politique ouverte en avril par le limogeage du Premier ministre pakistanais Nawaz Sharif par le président Ghulam Ishaq Khan, rendue plus aigüe par la décision de la cour suprême de rétablir en mai le gouvernement Sharif, se résout par la démission conjointe des deux hommes.
- 24 septembre : Norodom Sihanouk est à nouveau couronné roi du Cambodge, plus de 38 ans après son abdication du 2 mars 1955.
- 30 septembre (Inde) : violent séisme dans le Maharashtra provoquant la mort de 7 601 personnes.
- 19 octobre : Benazir Bhutto retrouve son poste de Premier ministre au Pakistan, à la suite de sa victoire aux élections législatives du 6 octobre.
- Décembre :
  - La CIA déclare que les Nord-Coréens ont sans doute fabriqué au moins une arme nucléaire.
  - Le Kazakhstan ratifie le traité de non-prolifération nucléaire.
- Avec la fin de la guerre froide, les liens se distendent entre le Vietnam, l’ex-URSS et ses satellites. L’aide décline considérablement. Les travailleurs expatriés doivent rentrer chez eux (82 000 en URSS, 59 000 en RDA, 37 000 en Tchécoslovaquie). Le Vietnam n’a d’autres solutions que de s’ouvrir à ses voisins et à l’Ouest. Les États-Unis lèvent leur veto sur les prêts du FMI au Vietnam.

### Proche-Orient

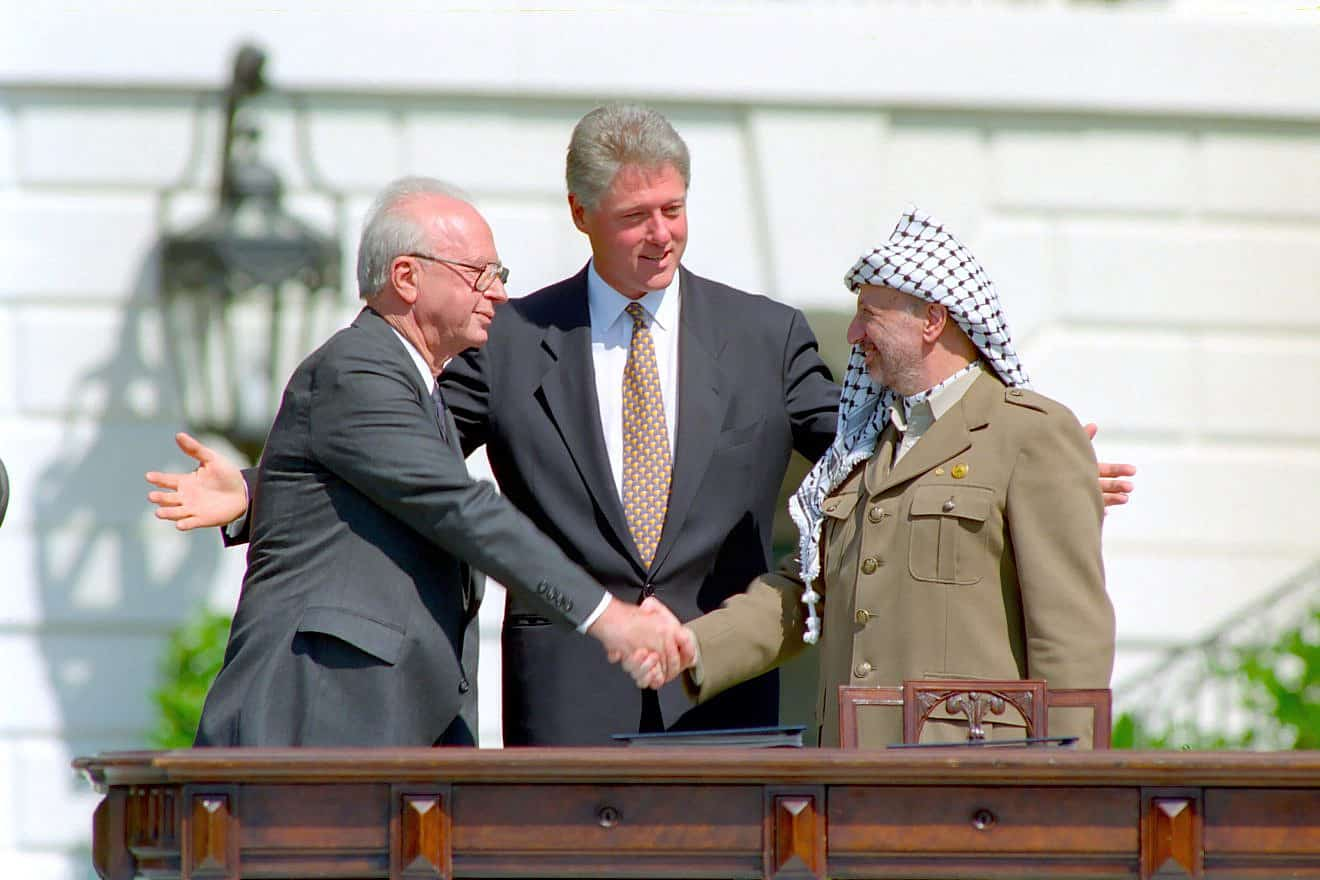
13 septembre : accords d'Oslo. Poignée de main historique de Yasser Arafat et d'Yitzhak Rabin à Washington
Après de longues négociations secrètes menées à Oslo (20 août), un accord bilatéral est signé à Washington (13 septembre) entre Rabin, Peres et Arafat, la « Déclaration de principes sur les arrangements intérimaires d’autogouvernement ». Il prévoit l’autonomie palestinienne de la bande de Gaza et de Jéricho. Une autorité intermédiaire traitera tout ce qui concerne les impôts, la santé, l’éducation, le terrorisme, la police. Par étape, Israël s’engage à transférer à ce gouvernement autonome le reste du territoire situé sur la rive occidentale du Jourdain peuplé de Palestiniens. Plusieurs questions restent en suspens : le statut des colonies juives dans les territoires occupés, la souveraineté sur Jérusalem-Est, le retour des réfugiés palestiniens ou leur indemnisation. L’accord dégèle la situation au Moyen-Orient : la Jordanie signe un traité de paix avec Israël, le boycott arabe est contre les compagnies occidentales qui commercent avec Israël, les relations diplomatiques sont reprises avec de nombreux pays.

- Janvier : l’Irak proteste contre la zone d’exclusion aérienne créée au sud du pays. Les États-Unis répondent par des frappes aériennes.
- Avril : les territoires occupés sont bouclés par Israël devant la recrudescence des violences.
- 27 mars-3 avril[14] : offensive arménienne au Haut-Karabagh. Occupation de la partie occidentale de l’Azerbaïdjan séparant l’Arménie du Haut-Karabagh. Déplacement de centaines de milliers de réfugiés et départ de l’ensemble des Azéris d’Arménie[15].
- 30 avril : résolution 822 du Conseil de sécurité des Nations unies exigeant le retrait de l'Arménie des territoires occupés en Azerbaïdjan.
- 7 juin : Eltchibey, président de l’Azerbaïdjan est destitué et remplacé provisoirement par l’ancien dirigeant soviétique Gueïdar Aliev, chef du Parti communiste. La destitution d’Eltchibey est acceptée par référendum le 3 octobre et Aliev est élu président avec 98,8 % des suffrages lors d’un scrutin incontesté.
- 2 juillet : mort de 37 personnes dans l’incendie criminel de l’hôtel Madımak à Sivas en Turquie.
- 25-31 juillet : opération Justice rendue au Liban-Sud contre le Hezbollah
- 9-13 septembre : accord de Washington sur l'autonomie des territoires occupés par Israël en Palestine, concrétisation des négociations secrètes menées à Oslo depuis le début de l'année. Israéliens et Palestiniens se reconnaissent mutuellement (voir Accords d'Oslo).
  - Après les accords d'Oslo, les attentats du Hamas se multiplient contre les colons israéliens, qui s’en prennent en retour à la population arabe.
- 16 septembre (Géorgie) : les Abkhazes violent l’accord de cessez-le-feu et expulsent la milice géorgienne de Soukhoumi (27 septembre), ainsi qu’environ 200 000 résidents géorgiens en octobre[16].
- 9 octobre : le gouvernement géorgien accepte de devenir membre de la CEI afin de gagner le soutien de l’armée russe dans la crise abkhaze[17].
- 12 octobre[18] : Moubarak est réélu président de la République de l'Égypte avec 96,28 % des voix. Devant le malaise social, il freine les réformes économiques, les privatisations et les politiques de diminution des subventions des produits de base.
- 30 décembre : reconnaissance mutuelle du Vatican et d'Israël.

### Europe

#### Europe occidentale
- 1er janvier : entrée en vigueur du Grand marché unique européen.
- 5 janvier (Royaume-Uni) : le navire pétrolier Braer s'échoue aux Shetland en Écosse.
- Janvier : baisse des taux d’intérêts au Royaume-Uni qui tombent à 6 %. Elle permet de soulager les secteurs de l’économie étouffés par la déflation des années précédentes. La détente monétaire relance la consommation, stimule les investissements et fait baisser le chômage qui tombe en juin au-dessous de deux millions.
- 14 mars : adoption par référendum de la première constitution d'Andorre.
- 18 mai : ratification par 56,6 % des électeurs danois du traité de Maastricht modifié.
- 19 mai : constitution de la Basse-Saxe.
- 26 mai : l'Olympique de Marseille, Champion d’Europe de football.
- 25 juin : la Belgique rejoint l'Eurocorps.
- 31 juillet : décès en Espagne de Baudouin, roi des Belges.
- 9-10 septembre : découverte à Trèves du plus gros trésor de pièces d'or romaine connu, remontant à la fin du IIe siècle.
- 1er novembre : entrée en vigueur du traité de Maastricht sur l'Union européenne.
- 13 octobre : gouvernement socialiste (PASOK) d’Andréas Papandréou en Grèce (fin en 1996).
- Octobre (Royaume-Uni) : à la conférence du Parti conservateur, John Major lance une campagne de « retour aux valeurs fondamentales » (Back to Basics) qui tourne court devant une succession de scandales qui provoquent en deux ans une vingtaine de démissions au sein du parti conservateur ou du gouvernement.
- 15 décembre : Downing Street Declaration engageant Britanniques et Irlandais dans une solution politique au conflit nord-irlandais.
- John Smith engage une réforme du fonctionnement interne du parti travailliste britannique. Le mode de désignation du leader est modifié dans un sens plus favorable aux députés au détriment des syndicats et le vote individuel des délégués est instauré dans les congrès travaillistes.

#### Europe orientale
- 1er janvier : scission de la fédération tchécoslovaque entre République tchèque et Slovaquie.
- 25 février : Algirdas Brazauskas, président de la République en Lituanie.
- 8 avril : la Macédoine est admise à l'ONU.
- 31 mai[19] : dissolution de la Diète polonaise. Simplification de la représentation électorale, limitée aux partis ayant obtenu 5 % des voix.
- 3 et 4 juin : premières élections législatives en Lettonie (Ve Saeima).
- 8 juillet : le nouveau Parlement letton élit à la présidence de la république Guntis Ulmanis, un économiste.
- 31 août : la dernière unité de l’armée russe quitte la Lituanie.
- 19 septembre (Pologne) : victoire aux élections législatives de la gauche ex-communiste qui bénéficie du mécontentement populaire provoqué par le coût socio-économique des réformes.
- 26 octobre : Waldemar Pawlak, chef du Parti paysan polonais (PSL), Premier ministre en Pologne (fin en 1995).

### Communauté des États indépendants
- 28 janvier : première Constitution du Kazakhstan.
- 14 mai : la CEI se dote d'un comité consultatif de coordination chargé de préparer les sommets.
- Mai : plusieurs concessions sont faites aux rebelles de Transnistrie, en particulier la présence de forces russes dans l’est de la Moldavie jusqu’à ce que la région ait obtenu un statut politique spécial. Ce compromis ne suffit pas aux dirigeants de la Transnistrie qui exigent que le Parlement moldave accepte la réintégration de la Moldavie à la Russie.
- 25 avril : référendum en Russie : 58 % des votants expriment leur soutien à Boris Eltsine, qui remporte ainsi une victoire retentissante mais demeure empêtré dans les mêmes luttes de pouvoir.
- 1er septembre : Boris Eltsine suspend de ses fonctions le vice-président Alexandre Routskoï, accusé de corruption, décision à laquelle s’oppose le Parlement.
- 3 septembre : l'Ukraine (Kravtchouk) renonce à l'armement nucléaire.
- 21 septembre : crise constitutionnelle en Russie. Boris Eltsine publie un décret de dissolution du Soviet suprême en raison de l’obstruction des députés conservateurs aux travaux de l’Assemblée constituante, convoquée après le référendum pour élaborer un nouveau projet de constitution. Le Parlement juge contraires à la Constitution les décisions du président et nomme Alexandre Routskoï à sa place. Une centaine de députés et plusieurs centaines de partisans armés avec à leur tête Rouslan Khasboulatov et A. Routskoï occupent le siège du Parlement, la « Maison-Blanche », et refusèrent de se disperser.
- 24 septembre : la CEI se dote d'un conseil des ministres des Affaires étrangères.
- Septembre :
  - Traité de non-prolifération nucléaire. La Biélorussie s’engage à retirer toutes ses armes nucléaires pour 1996.
  - Ratification par l'Azerbaïdjan de son adhésion à la CEI.
- 3 octobre : la situation politique en Russie, qui semblait complètement bloquée, évolue : la tentative des rebelles d’attaquer la mairie et la tour de la télévision d’Ostankino permet au gouvernement de riposter ; la Maison-Blanche est bombardée par les forces loyalistes qui donnent ensuite l’assaut, le 4 octobre.
- 4 octobre : fin d'une tentative de Putsch en Russie, Boris Eltsine vainqueur. Routskoï et Khasboulatov sont faits prisonniers et accusés « d’organisation de désordre de masse ». Plus de 140 personnes sont tuées au cours de la rébellion.
- 23 octobre : adhésion de la Géorgie à la CEI[20].
- 2 novembre : doctrine Eltsine de l'« étranger proche » autorisant l'armée russe à intervenir à l'étranger.
- 12 décembre : référendum en Russie, favorable à la nouvelle Constitution qui augmente les pouvoirs du président. Triomphe des communistes et de leurs alliés agrariens (20 % des voix) et des ultranationalistes (23 %) aux élections législatives. Les réformateurs sont en minorité.
- 24 décembre : la CEI se dote d'un état-major pour la coordination militaire.
- 28 décembre : décret sur la privatisation des terres en Russie.

### Océanie et Pacifique
- Native Title Act[21], loi sur les titres fonciers autochtones, qui reconnaît les Aborigènes d'Australie comme les premiers occupants du sol australien et invalide pour l’Australie le statut de terra nullius décrété par les Européens au début du XIXe siècle.
- Les raids de la Papouasie-Nouvelle-Guinée dans les îles Salomon pour détruire les voies d’approvisionnement des sécessionnistes de Bougainville, entraînent des protestations du gouvernement des îles Salomon, et des affrontements entre les bateaux-patrouilles papous et ceux des îles Salomon.

## Distinctions internationales

### Prix Nobel
Les lauréats du Prix Nobel en 1993 sont :
- Prix Nobel de physique : Russell Alan Hulse et Joseph Hooton Taylor
- Prix Nobel de chimie : Kary B. Mullis et Michael Smith
- Prix Nobel de physiologie ou médecine : Richard Roberts et Phillip Allen Sharp
- Prix Nobel de littérature : Toni Morrison
- Prix Nobel de la paix : Nelson Mandela et Frederik Willem de Klerk
- « Prix Nobel » d'économie : Robert Fogel et Douglass North.

### Autres prix
- Prix Pritzker (architecture) : Fumihiko Maki.

## Décès en 1993

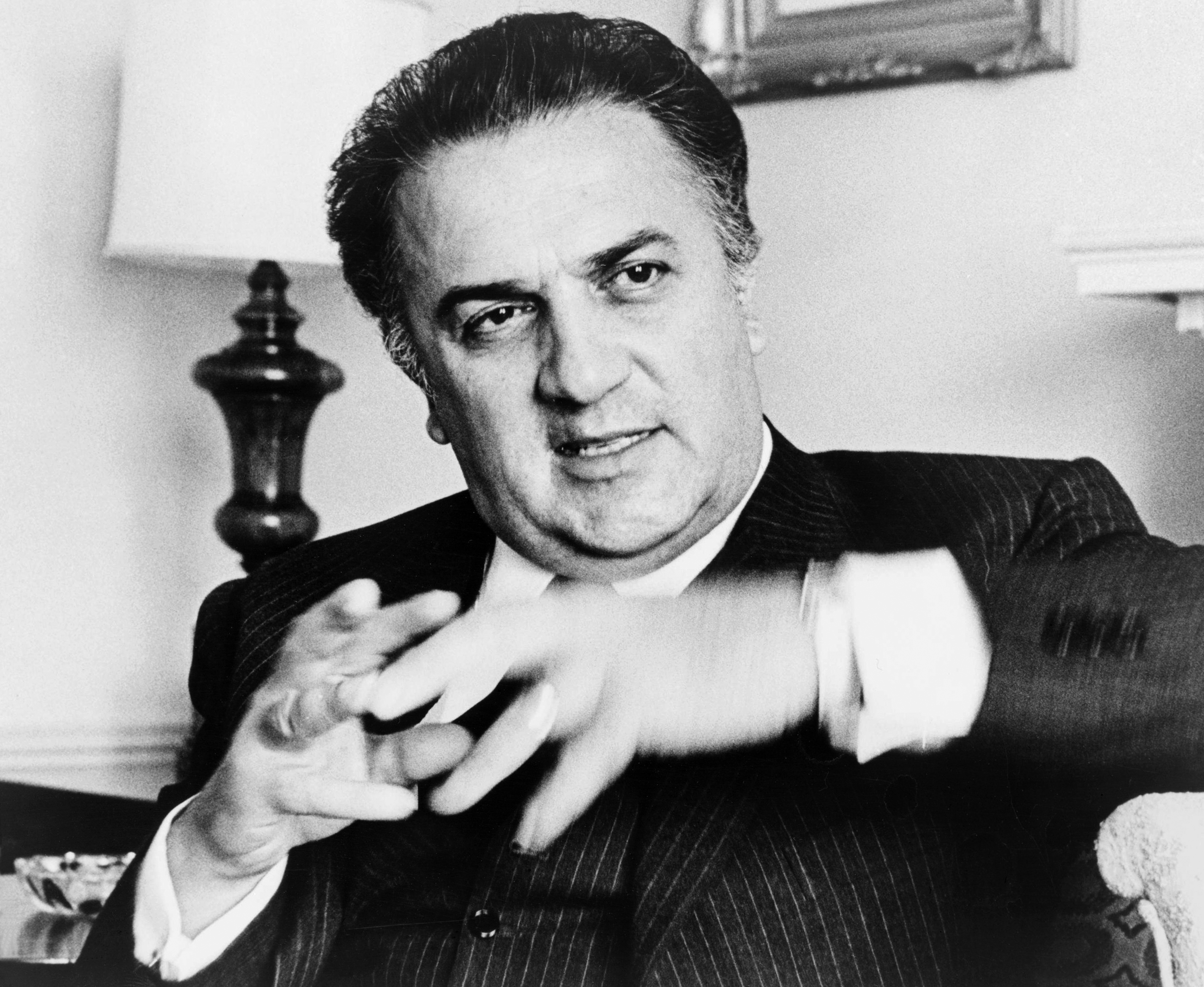
Federico Fellini.

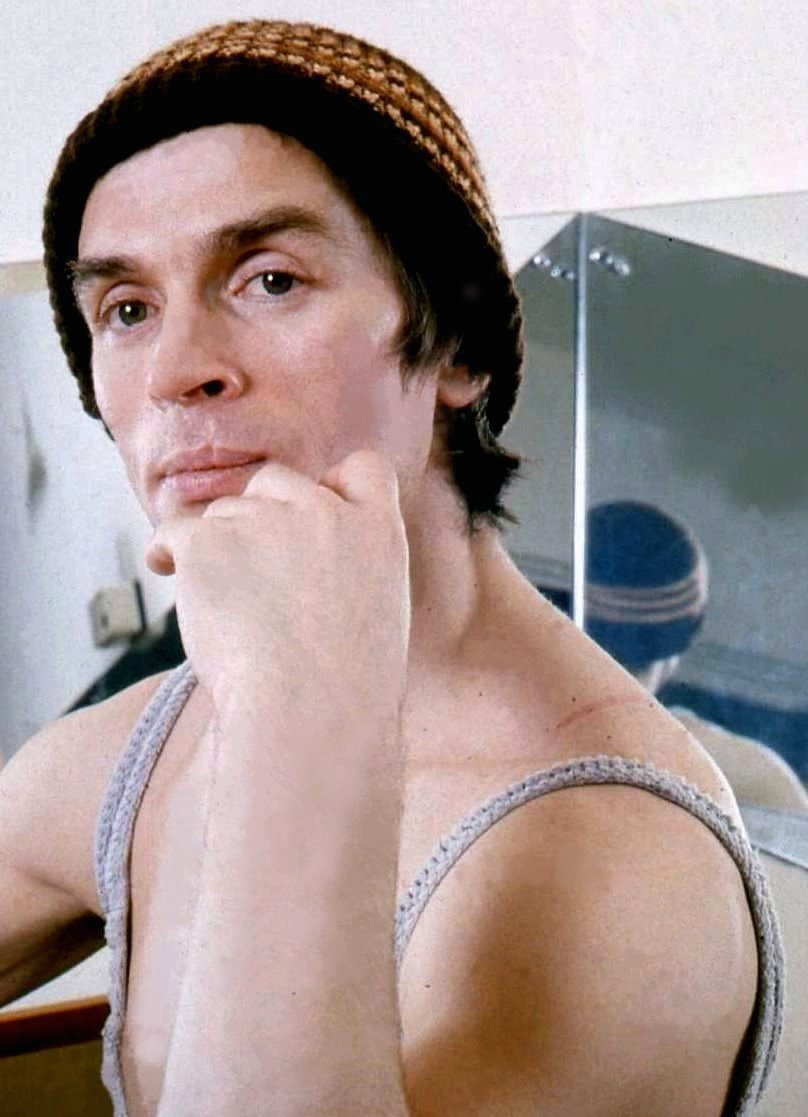
Rudolf Noureev

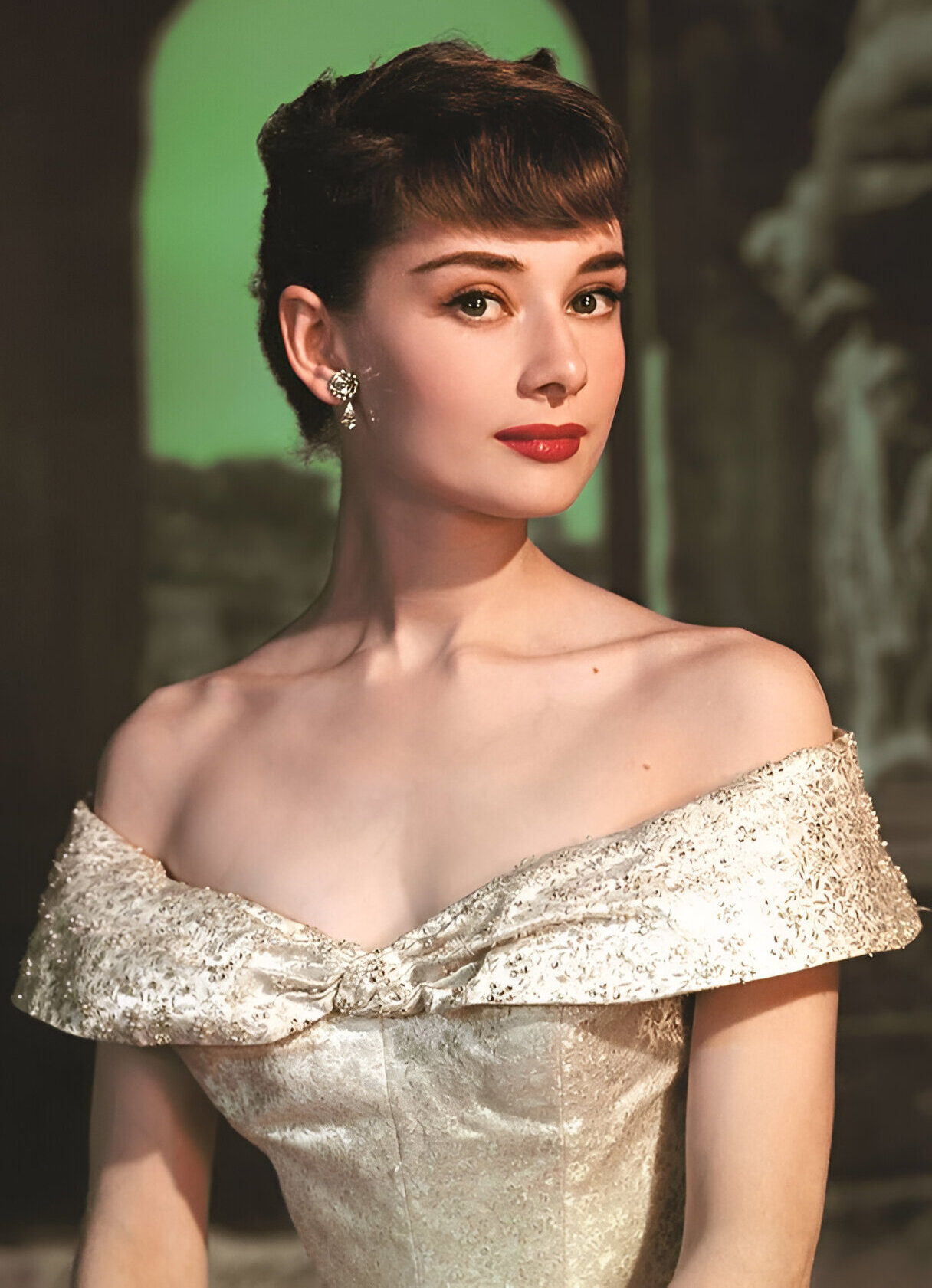
Audrey Hepburn

Personnalités majeures décédées en 1993
- 6 janvier : Rudolf Noureev (danseur étoile et chorégraphe russe)
- 6 janvier : Dizzy Gillespie (trompettiste de jazz américain)
- 13 janvier : René Pleven (homme politique français)
- 20 janvier : Audrey Hepburn (actrice américaine)
- 5 février : Joseph L. Mankiewicz (cinéaste américain)
- 22 février : Jean Lecanuet (homme politique français)
- 27 février : Lillian Gish (actrice américaine)
- 1er mai : Pierre Bérégovoy (homme politique français)
- 14 juillet : Léo Ferré (chanteur français)
- 24 juillet : Francis Bouygues (industriel français)
- 31 juillet : Baudouin Ier (roi des Belges de 1951 à 1993)
- 31 octobre : Federico Fellini (cinéaste italien)
- 7 décembre : Félix Houphouët-Boigny (homme politique ivoirien)